# 성인용품점

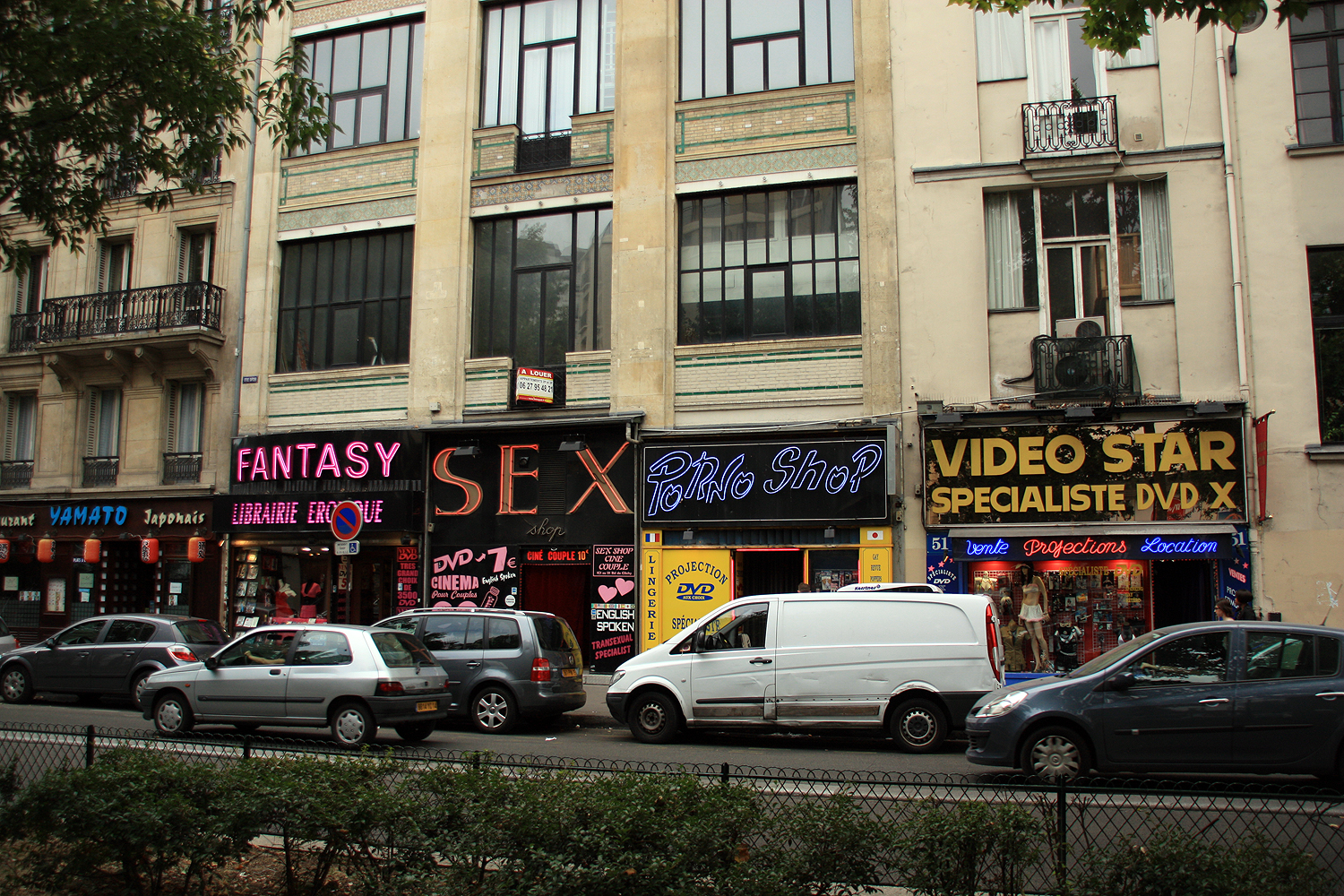
클리시 대로의 성인용품점, 프랑스 파리

성인용품점(成人用品店, sex shop, erotic shop)은 성인용품, 란제리, 포르노그래피 및 기타 관련 제품과 같이 성인 성적 또는 에로틱 엔터테인먼트와 관련된 제품을 판매하는 소매상이다.
현대 성인용품점의 초기 전신은 란제리 제조 회사인 다이애나 슬립의 설립자인 레옹 비달이 1920년대 파리에 세운 일련의 상점들이었다. 그의 상점들은 란제리와 함께 에로틱 서적과 사진들을 판매했다.
베아테 우제 AG는 1962년 서독 플렌스부르크에 성인용품점을 열었으며, 이는 세계 최초의 "공식" 성인용품점으로 묘사되었다. 성인용품점은 이제 많은 나라와 온라인에서 찾아볼 수 있다. 성인용품점은 성 산업의 일부이다. 대부분의 관할 구역에서 성인용품점은 법률에 따라 규제되며, 현지 법률에 따라 나이가 결정되는 미성년자에게는 법적으로 출입이 허용되지 않는다. 일부 관할 구역에서는 성인용품점과 그들이 판매하는 상품을 금지한다. 이를 허용하는 일부 관할 구역에서는 개인 비디오 부스에서 포르노 영화를 상영하거나 개인 스트립쇼 또는 핍쇼를 가질 수도 있다. 성인 영화관이 부속될 수도 있다. 또한 성인용품, 포르노 잡지, 포르노 영화 및 페티시 의류 등 다양한 성인 콘텐츠를 판매하는 많은 온라인 성인용품점이 있다. 이러한 유형의 상점은 간접비가 적고 집에서 편안하게 둘러볼 수 있어 소비자들에게 선호되는 경우가 많다. 그들의 신중함 또한 일부 사람들에게 매력적이다.

## 용어
성인용품점은 성인 용품점, 성인 상점, 에로틱 상점, 포르노 상점, 성인 엔터테인먼트 상점 또는 성인 서점이라고도 불릴 수 있다. 일부 관할 구역에서는 "부부 용품점" 또는 "성인 신기용품점"과 같은 공손한 완곡어법이 사용된다.

## 역사

### 오스트레일리아
1960년대, 시드니 킹스크로스 지역에서 휴식 및 레크리에이션 시간을 보내는 미군 병력으로 인해 이 지역에 성인용품점이 급증했다. 이 나라의 성인용품점 발전은 1971년 포르노 잡지 수입의 합법화, 1970년대 대량 생산된 배터리 구동식 진동기의 등장, 1980년대 X등급 비디오의 출현에 의해 촉진되었다. 2000년대 인터넷 포르노그래피의 인기로 인해 성인용품점 매출이 감소하고 일부 상점이 폐쇄되었으며 비성 관련 성인용품으로 사업이 다각화되었다.
오스트레일리아의 성인용품점은 주법의 규제를 받으며 현지 도시 계획 통제의 대상이다. 주마다 법은 다르지만, 허가받은 업주는 일반적으로 학교와 교회에서 최소 200미터 떨어진 곳에 있어야 한다는 엄격한 조건을 준수해야 한다. 창문은 가려져야 하고 18세 이상만 입장할 수 있으며, 위반 시 형사법 578E조에 따라 경찰이 기소한다.
뉴사우스웨일스주 (NSW) 법에 따르면, 비피임용 성인용품은 지방 의회로부터 제한 구역 허가를 받은 상점에서만 판매될 수 있다. 그럼에도 불구하고 2013년까지 여러 NSW 란제리 상점들이 쇼핑몰에서 허가 없이 성인용품과 서적을 판매하기 시작했다.

### 중국

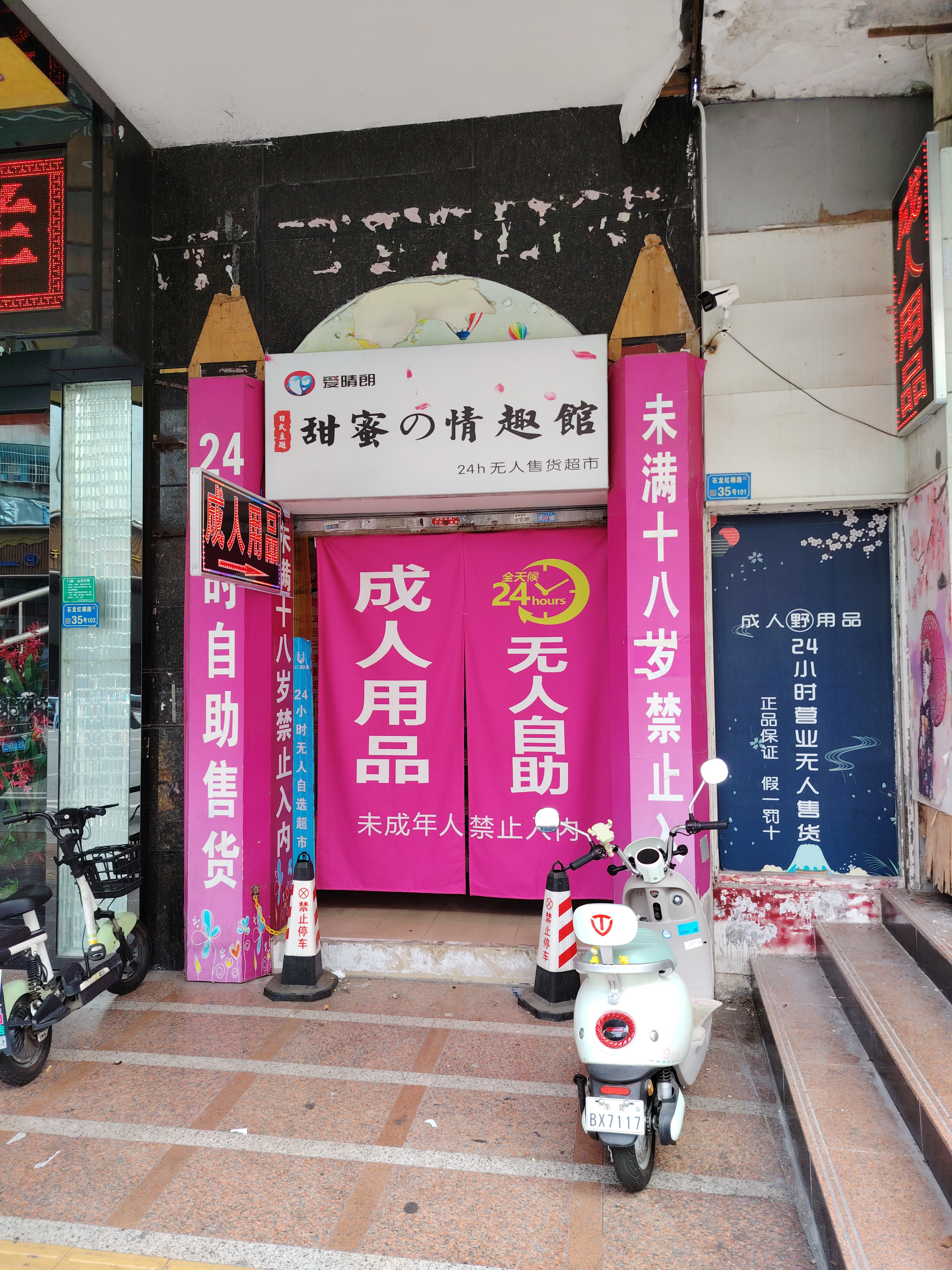
중국 둥관시의 성인용품점

중국 본토 최초의 성인용품점은 1993년 베이징에 문을 열었고 2013년까지 베이징에는 2,000개가 넘는 성인용품점이 있었다. 대부분의 제품은 중국산이었다.

### 캐나다
북미 최초의 성인용품점은 더 가든(The Garden)이라고 불렸다. 이 상점은 1971년 10월 아이버 사전트(Ivor Sargent)가 퀘벡주 몬트리올 시내의 크레센트 가에 열었다. 더 가든은 독일의 베아테 우제와 영국의 앤 서머스가 사용한 개념을 결합했다. 이 상점의 개점은 긴 줄의 쇼핑객들을 끌어모았다. 팜비치 포스트는 다음과 같이 논평했다. "닭이 먼저냐 달걀이 먼저냐 하는 논란처럼, 성인용품점과 이른바 성혁명 중 어느 것이 먼저였는지 아무도 확실히 알지 못한다."
특정 연령에 성인용품을 사용하거나 구매하는 것을 금지하는 특정 법률은 없지만, 포르노그래피 구매를 제한하는 법률은 있다. 캐나다의 성교 동의 연령은 16세이지만, 포르노그래피를 구매하거나 보려면 18세 이상이어야 한다. 대부분의 성인용품점은 성인용 비디오를 판매하므로 대부분의 성인용품은 성인에게만 판매된다.

### 독일

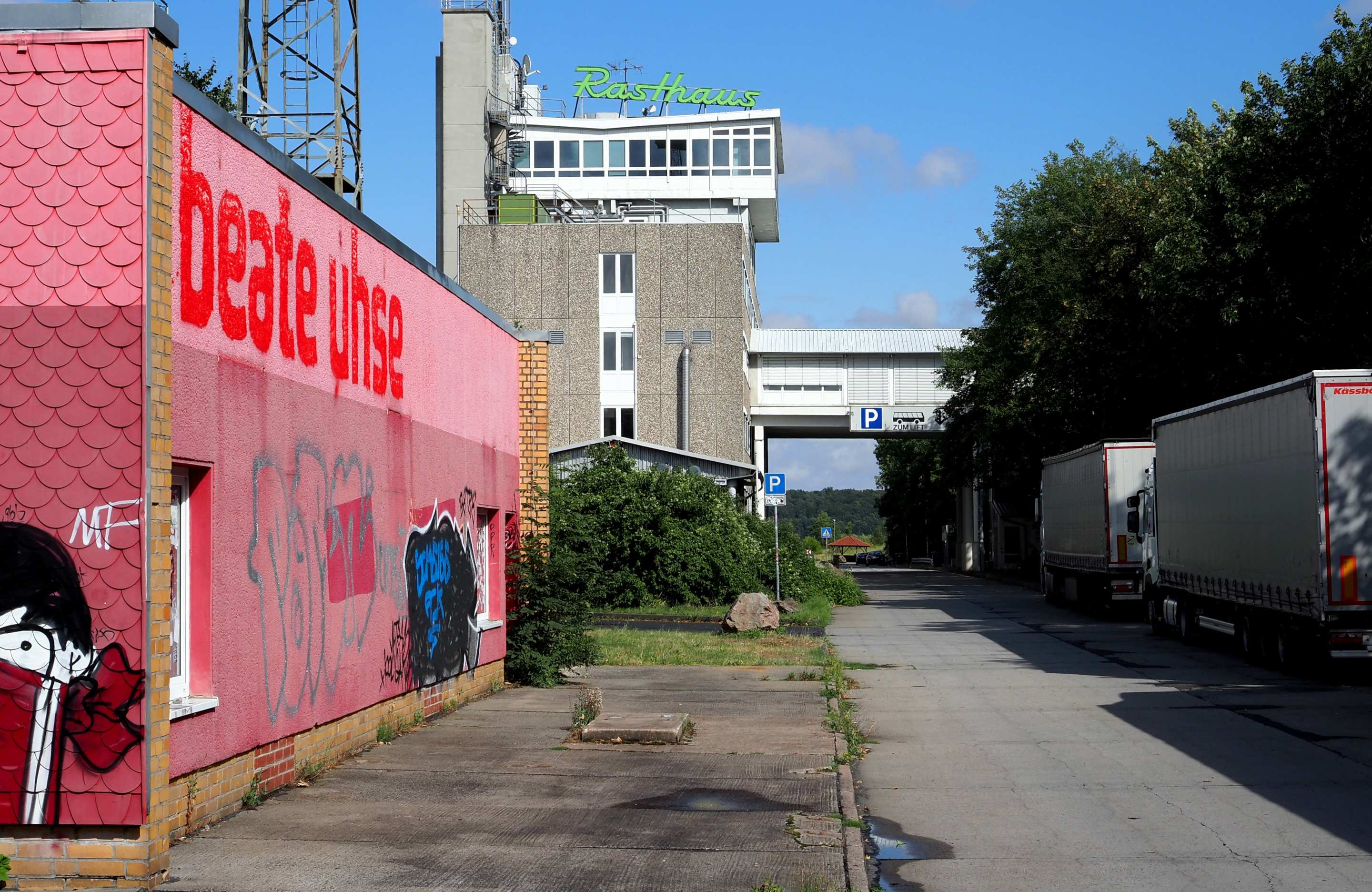
철의 장막에 있던 전 검문소의 성인용품점

베아테 우제-로테르문트는 1946년 우편 주문으로 피임 정보를 판매하기 시작했으며, 1962년 첫 상점을 열었다. 1872년부터 서독의 법적 규제는 1968년에 강화되었다. 포르노그래피는 동독에서는 결코 합법화되지 않았지만, 서독에서는 1975년에 합법화되었다.

### 헝가리
헝가리 최초의 성인용품점은 헝가리 공산주의의 종말 이전인 1989년 11월 15일 부다페스트 카로이 대로 14번지에 Intim Center라는 이름으로 문을 열었으며, 이는 오늘날에도 여전히 존재한다. 당시에는 세 가지 T-카테고리가 금지된 것에서 허용된 것으로 너무 갑작스럽게 이동하여 당시 언론조차 성인용품점 주변의 행정적 불확실성을 이렇게 보도했다.

### 이탈리아
이탈리아 최초의 성인용품점은 1972년 안젤라 마시아(Angela Masia)와 그녀의 남편 에르콜레 사바티니(Ercole Sabbatini)가 밀라노에 열었다. 이것이 최초의 "공식" 성인용품점이었다. 그 이후로 더 많은 성인용품점들이 문을 열었으며, 대부분 로마에 있다. 2018년 토스카나주의 피스토이아 시는 시의 역사 중심지에서 새로운 성인용품점의 개설을 금지했다.

### 일본

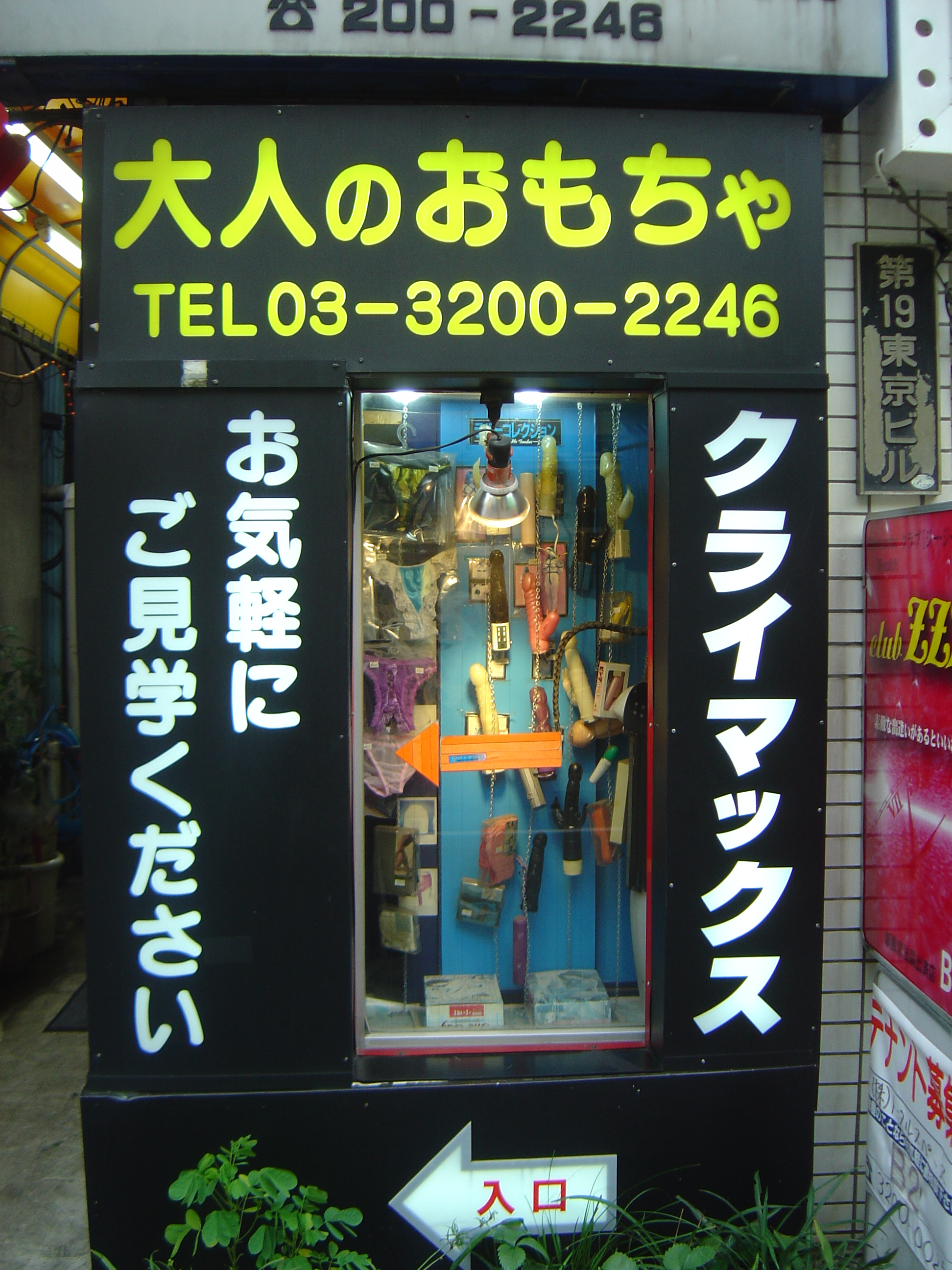
도쿄의 한 성인용품점 진열창에 성인용 장난감 광고

일본의 성인용품점에는 헨타이 잡지, 성인 비디오 및 DVD가 있다.

### 네덜란드

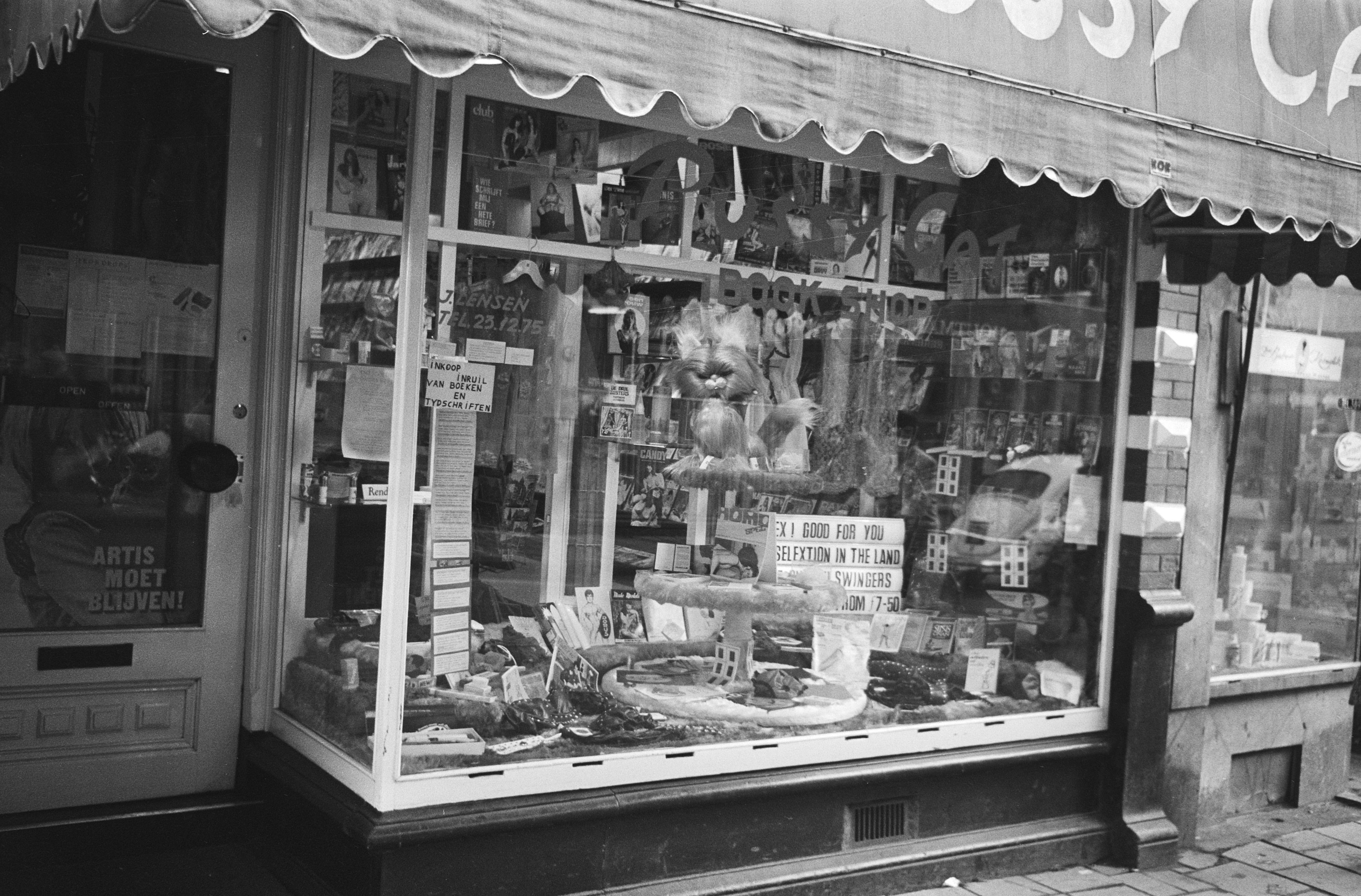
암스테르담 푸시 캣 서점 (1971)

네덜란드의 첫 성인용품점은 1970년대 초반 베아테 우제와 라세 브라운과 같은 기업가들에 의해 문을 열었다. 세계 최초의 무슬림 대상 온라인 성인용품점인 엘 아시라는 2010년 네덜란드에 문을 열었다. 개점 4일 만에 웹사이트에 7만 건의 방문이 있었다.

### 러시아
러시아에서는 성인용품점이 종종 보수적인 성향의 대중과 정치인들로부터 비판을 받는다.
2017년 5월, 통합 러시아 소속 국가두마 의원 비탈리 밀로노프는 보건부 장관 베로니카 스보르초바에게 성인용품을 의약품과 동일시하는 제안을 했다. 밀로노프에 따르면, 성인용품의 유통에 대한 통제를 도입해야 한다. "이러한 제품의 사용 및 적용은 의사의 처방에 따라서만 이루어질 것이다."
2018년 밀로노프는 러시아의 모든 성인용품점을 폐쇄할 것을 제안했다. 그의 의견으로는 러시아의 모든 성인용품점은 광고와 함께 사라져야 하는데, "아픈 사람들"만이 그곳에서 쇼핑하기 때문이라고 했다. 이는 그가 2013년에 상트페테르부르크의 성인용품점 수를 줄일 것을 요구했던 입장과는 대조적이다.

### 싱가포르
싱가포르에서는 성인용품점을 찾아보기가 매우 어렵다. 2005년까지 몇 군데가 문을 열었지만, 현재는 1-2개 정도만 존재한다. 이 상점들은 주로 란제리, 콘돔, BDSM 도구, 정품 강화 알약, 텐가 제품 및 다양한 성인용품을 판매한다. 그들의 상품은 상점 창문을 통해 볼 수 있다.

### 남아프리카 공화국
넬슨 만델라가 성인용품을 합법화하는 차별 금지법을 지지한 후, "어덜트 월드"는 1994년 남아프리카 공화국 최초의 성인용품점으로 설립되었다. 어덜트 월드는 남아프리카 공화국 내에서 총 52개, 오스트레일리아에서 15개의 상점을 운영하게 되었다. 많은 기독교 공동체는 이러한 성인 라이프스타일 센터의 사용이 더 높은 범죄율로 이어질 것이라고 믿었으며, 어덜트 월드의 개점에 대규모 시위를 조직하여 폐쇄를 강제하려고 시도했다.
1998년 7월, 어덜트 월드는 케이프타운 파로에 "어덜트 월드 웨어하우스"라는 이름으로 가장 큰 성인 라이프스타일 상점을 열었다. 성인 영화 배우 크리스티 레이크가 상점 개점에 참석했으며, 500명 이상의 시위대가 교통을 마비시켰다. 다음 며칠 동안 시위대는 "진정한 남성은 포르노그래피가 필요 없다"와 "금지된 포르노그래피로부터 우리 국민을 보호하라"는 현수막을 들고 시위했다. 상점이 문을 열었을 때, 고객의 70%가 성인 라이프스타일 제품에 대해 더 배우고 싶어하는 여성들이라는 것이 밝혀졌다.
어덜트 월드가 점점 더 인기를 얻으면서 오스트레일리아 내 성인 상점 개발에 초점을 맞추게 되었다.

### 스페인
스페인에서 성인용품점은 1975년 프랑코 정권이 끝난 후에야 등장했다. 스페인에 처음 문을 연 성인용품점은 1978년 마드리드의 키치(Kitsch)였다. 이후 전국적으로 많은 상점들이 문을 열었다.

### 영국

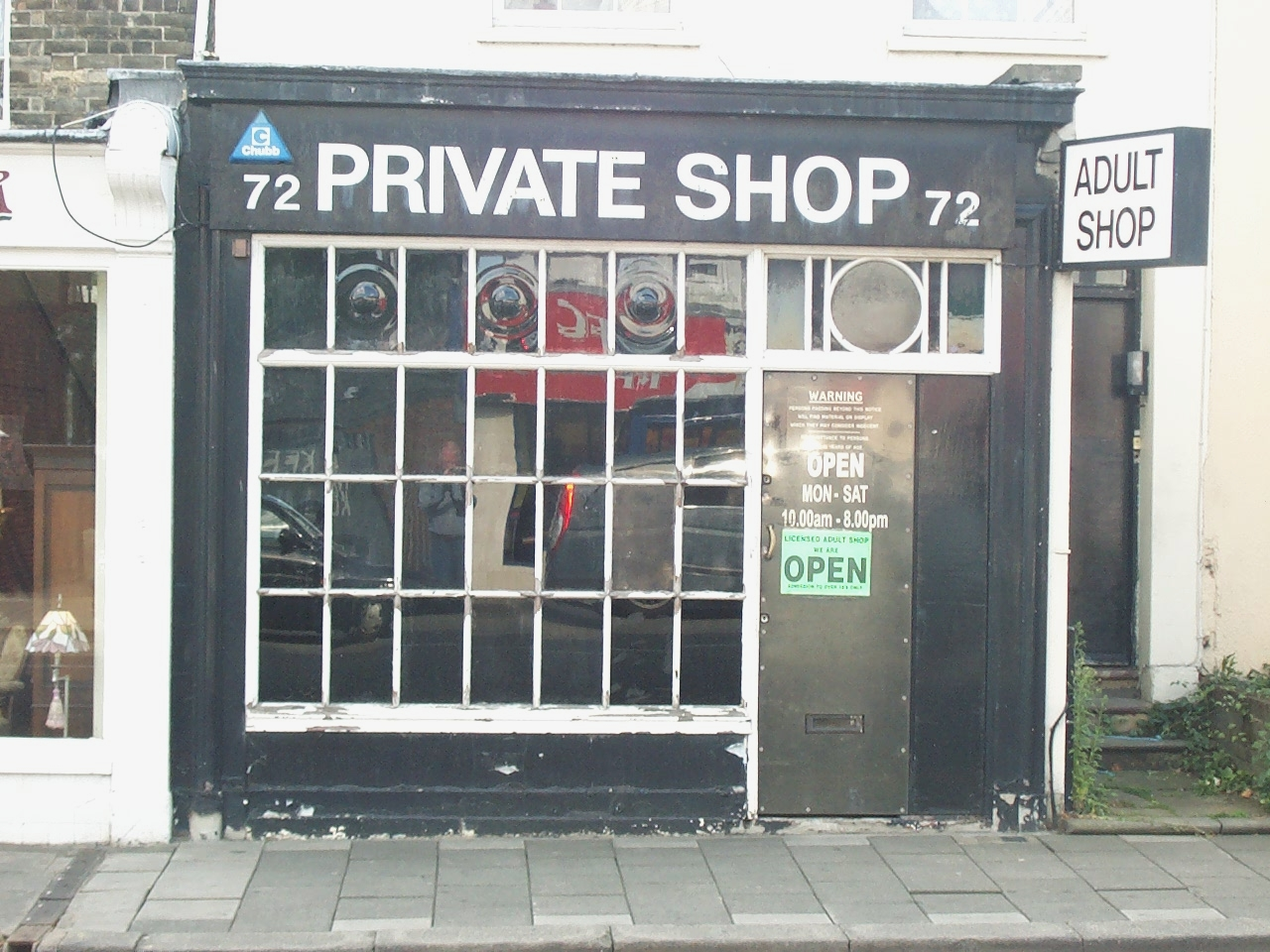
창문이 가려진 베드퍼드의 성인용품점. 영국에서는 성인용품점에서 상품을 창문에 전시하는 것이 불법이다.

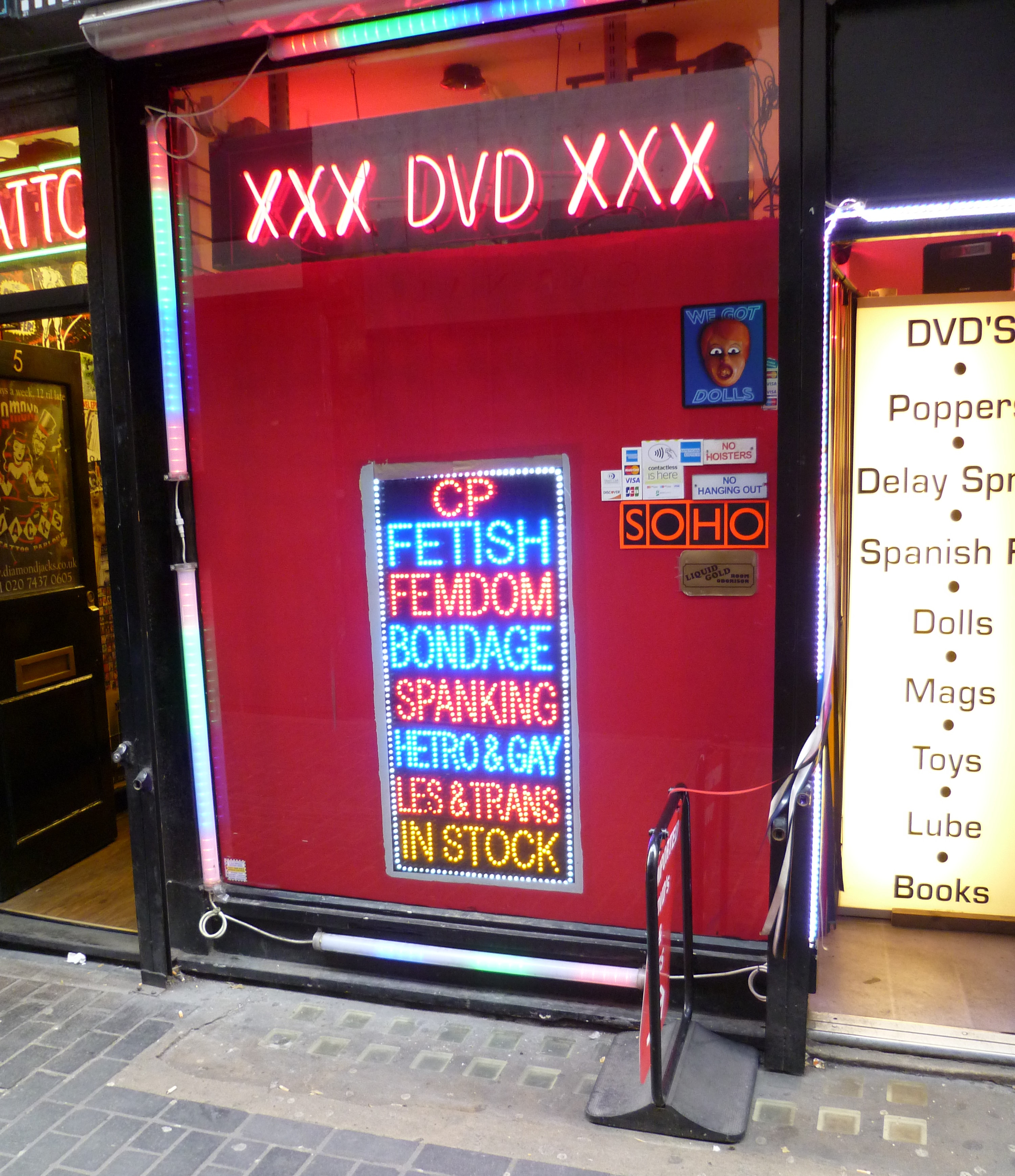
런던 소호 워커스 코트의 성인용품점

영국 내 거의 모든 허가받은 성인 상점은 음란물 전시 법 1981에 따라 상품을 개방된 진열창에 전시하는 것이 금지되어 있으며, 이는 종종 상점 전면이 판자로 막혀 있거나 포스터로 덮여 있음을 의미한다. 경고 표지는 상점 입구에 명확하게 표시되어야 하며, 성인용품(예: 포르노그래피 또는 성인용품)은 거리에서 보여서는 안 된다. 그러나 란제리, 불쾌감을 주지 않는 성인 자료 표지 등은 지방 당국의 허가 조건에 따라 전시될 수 있다. 비디오 녹화법 1984는 허가받은 성인용품점에서만 이용 가능한 비디오에 대한 R18 등급 분류를 도입했다. 18세 미만 고객은 입장할 수 없다.
런던에서는 웨스트민스터 시 내 소호 지역에 소수의 성인용품점이 1960년대 초 칼 슬랙에 의해 문을 열었고, 1970년대 중반까지 그 수는 59개로 늘어났다. 일부는 올림피아 프레스 판을 포함하여 하드코어 사진과 소설을 판매하는 명목상 "비밀" 뒷방을 가지고 있었다.
1978년 사업가 데이비드 설리번은 영국 전역으로 확장된 자신의 성인용품점 체인 중 첫 번째인 "프라이빗 샵"을 열었다. 지방 정부 (잡다한 조항) 법 1982는 성인용품점이 지방 당국에 성인 시설 허가를 신청하도록 요구했다. 그 결과 수백 개의 성인용품점이 폐쇄되었다. 이어서 부패한 경찰관에 대한 숙청과 웨스트민스터 시의 새롭고 엄격한 허가 통제로 소호의 불법 사업장에 대한 단속이 이루어졌다. 1990년대 초, 런던의 해크니 의회는 허가가 없다는 이유로 쉬! 여성 에로틱 엠포리엄을 폐쇄하려고 했다. 쉬!는 의회를 상대로 소송을 제기했고, 폐쇄에 대한 충분한 이유가 없었기 때문에 계속 영업할 권리를 얻었다. 2003년, 란제리 및 성인용품점 체인인 앤 서머스는 직업센터에 상점 보조원을 광고할 권리를 얻었는데, 이는 원래 성 산업이 수행할 수 있는 광고에 대한 제한으로 금지되었던 것이었다. 2007년 북아일랜드의 한 성인용품점은 벨파스트 시 의회로부터 허가를 거부당했다. 상점은 항소하여 승소했지만, 이는 상원(House of Lords)에 의해 뒤집혔다.
허가된 성인용품점의 허가 또는 폐쇄, 일반 검열의 상당한 완화와 비상업적 성인 자료의 손쉬운 가용성, 온라인 성인 자료의 가용성과 같은 문화적 변화는 소호의 홍등가를 작은 지역으로 축소시켰다. 이 지역에는 15개의 허가된 성인용품점과 여러 개의 남아있는 무허가 상점들이 있다. 이즐링턴과 캠든에는 각각 여러 개의 성인용품점이 있으며, 전자는 또한 세 개의 포르노 영화관을 가지고 있다.
스코틀랜드의 성인용품점은 시민 정부 (스코틀랜드) 법 1982에 따라 규제된다.

### 미국

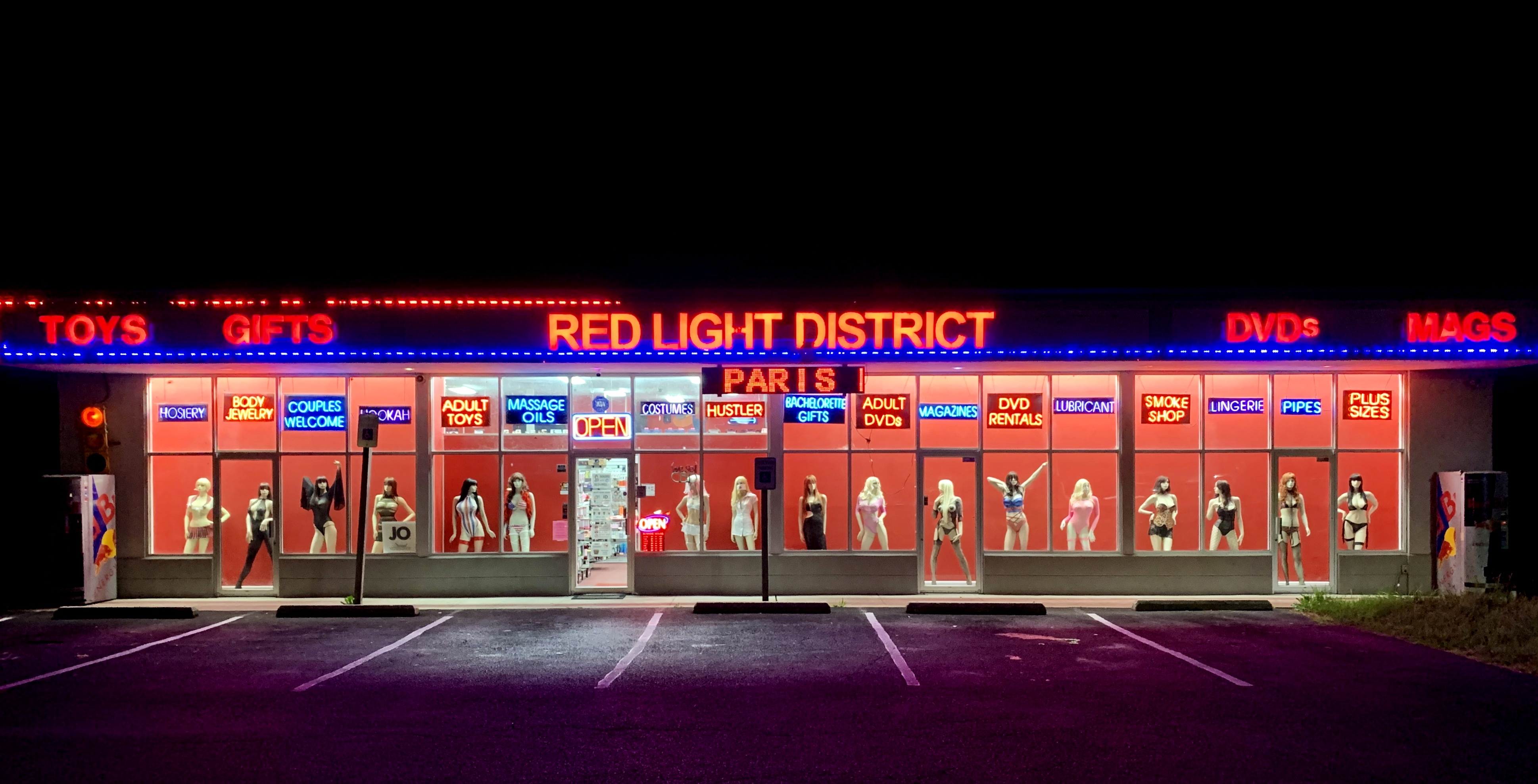
오션시티 (메릴랜드주)의 성인용품점

미국에서는 1960년대 대법원의 일련의 판결(이는 미국 수정 헌법 제1조에 기반함)이 성인용품점을 대체로 합법화하면서도 주 및 지방 관할권이 구역 설정을 통해 이를 제한할 수 있도록 허용했다. 구역 설정 규제는 종종 상점들이 마을 외곽에 위치하거나 단일 지역에 집중되어 성인용품점과 사업체들로 구성된 일종의 홍등가를 형성하게 했다. 1980년대까지 거의 모든 미국의 성인용품점은 거의 전적으로 남성 고객을 대상으로 했다. 많은 곳이 성인 비디오 아케이드를 포함했으며, 거의 모든 곳이 고객이 거리에서 보이지 않도록 설계되었다. 즉, 창문이 없었고, 문은 종종 L자형으로 꺾여 있어 거리의 사람들이 안을 들여다볼 수 없었다. 또한, 1980년대 후반과 1990년대 초반에는 극장이나 아케이드가 있는 상점들이 정부 명령에 의해 폐쇄되기도 했는데, 이는 AIDS 확산을 명분으로 삼았다.
한편으로는 영국의 앤 서머스와 유사한, "더 부드러운" 제품 라인에 치중하는 상점들이 있다. 다른 한편으로는 섹스 긍정 문화에서 특별히 발전한 상점들도 있다. 예를 들어 샌프란시스코의 굿 바이브레이션스와 젠드리아가 있다. 후자의 상점들은 매우 의식적으로 지역사회 지향적인 사업체이며, 강연 시리즈를 후원하고 성 관련 건강 문제 등에 적극적으로 참여한다.

## 같이 보기
- 에로틱 가구
- 섹스 기계